# Starrtjärnen (Ängersjö socken, Hälsingland)
Starrtjärnen är en sjö i Härjedalens kommun i Hälsingland och ingår i Ljusnans huvudavrinningsområde. Sjön har en area på 0,0469 kvadratkilometer och ligger 382,1 meter över havet.

## Delavrinningsområde
Starrtjärnen ingår i det delavrinningsområde (687755-146017) som SMHI kallar för Mynnar i Vällån. Medelhöjden är 411 meter över havet och ytan är 8,17 kvadratkilometer. Det finns inga avrinningsområden uppströms utan avrinningsområdet är högsta punkten. Vattendraget som avvattnar avrinningsområdet har biflödesordning 4, vilket innebär att vattnet flödar genom totalt 4 vattendrag innan det når havet efter 192 kilometer. Avrinningsområdet består mestadels av skog (69 procent) och sankmarker (24 procent). Avrinningsområdet har 0,12 kvadratkilometer vattenytor vilket ger det en sjöprocent på 1,4 procent.